# Downtown Los Angeles

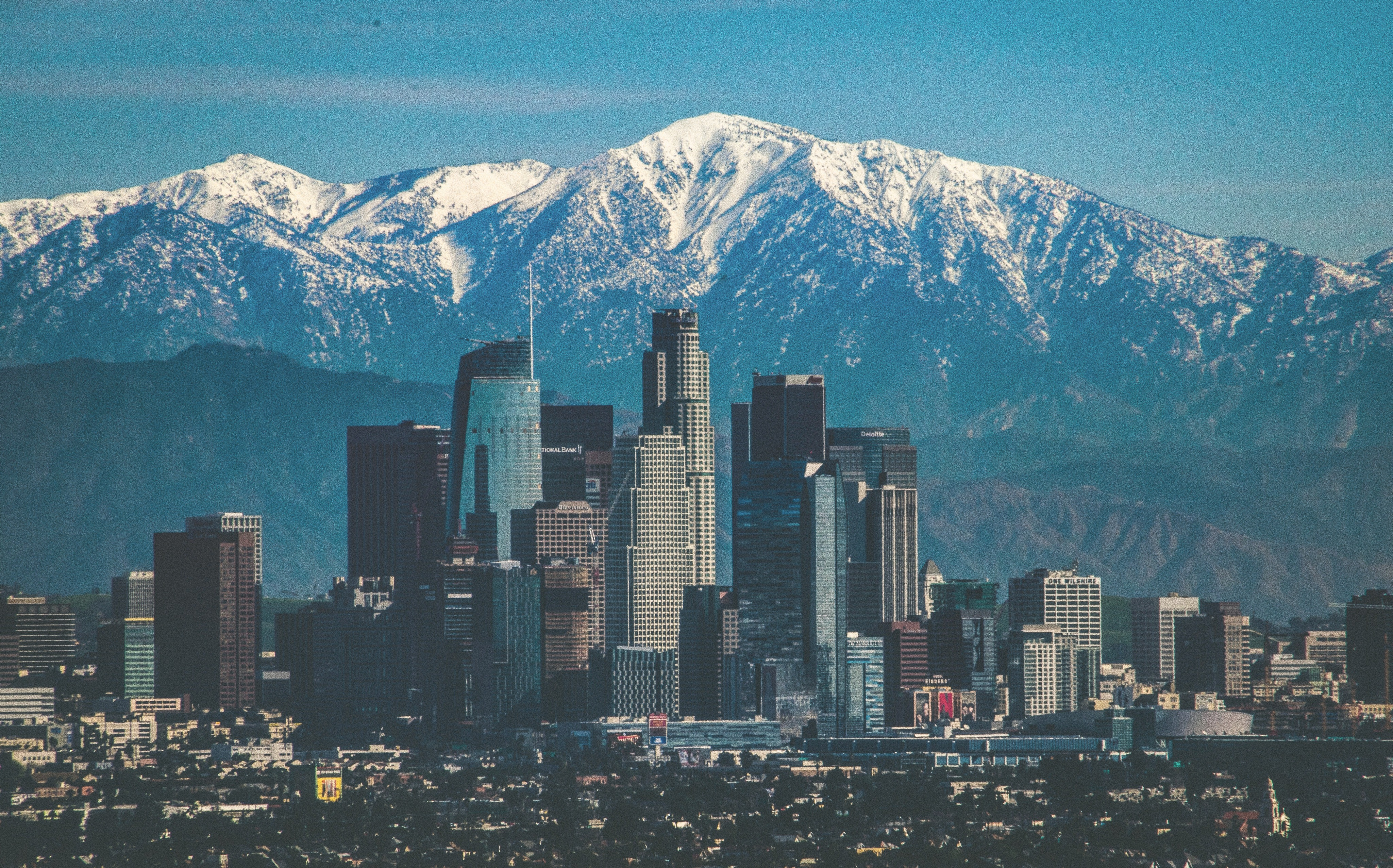
Vista desde el suroeste, con la Sierra de San Gabriel al fondo.

Downtown Los Angeles (también conocido en español como centro de Los Ángeles) es el distrito financiero y la parte más interior de la gran área metropolitana de Los Ángeles, California, Estados Unidos. La ciudad es tan grande y extensa, que el centro de la ciudad se da a conocer como un distrito igual a los demás, como Hollywood o el Valle de San Fernando, pero sigue siendo el área donde se encuentran todas las oficinas relacionadas con el gobierno de la ciudad, el condado y las cortes federales. 
En esta zona se encuentran las principales instituciones de arte y música, el pabellón de deportes (el Crypto.com Arena), varios rascacielos y empresas multinacionales. También se pueden encontrar distintas muestras de arte como estatuas, tiendas interesantes y muchas de las arterias del sistema de autovías del sur de California que cruzan el centro, al igual que el sistema de transporte público del Metro en la Union Station. 
El centro está situado entre el río Los Ángeles al este, la autovía 101 al norte, la autovía 10 al sur y la 110 en el lado oeste.

## Origen
El actual centro es el punto embrionario de la ciudad, a partir del cual se gestó su nacimiento y desarrollo. Los pasos de los antecedentes angelinos se pueden visitar en La Placita Olvera, que es el área que queda del viejo pueblo. Durante la Segunda Guerra Mundial, la ciudad se extendió y mucha gente se mudó al área creando un suburbio que se extiende más de 100 kilómetros en cada dirección. El centro en este tiempo tenía varios Grandes Almacenes (tiendas por departamentos). Por la marcha de gente del centro muchas de ellas cerraron las puertas en los años 70 y 80, algunas de ellas se mudaron a nuevas áreas del centro, como el área financiera (por ejemplo Macy's). 
Con el área financiera moviéndose más al área oeste del centro, la vida nocturna, los restaurantes y las discotecas han revitalizado la zona.

## Subdistritos y sitios de interés
- La Placita Olvera
  - Lugar de nacimineto de la Ciudad de Los Angeles en 1781.
  - Olvera Street Plazita Olvera.
  - Union Station
- Centro Cívico
  - Los Angeles Grand Avenue Project - Cuatro torres diseñadas por Frank Gehry.
  - Ayuntamiento de La Ciudad de Los Ángeles - Ayuntamiento
  - Cortes Federales - Concentración de empleados y oficinas gubernamentales después de Washington D.C.
  - Police Administration Building- Oficinas de Administración del Departamento de Policía de Los Ángeles.
  - Catedral de Nuestra Señora de los Ángeles
  - Iglesia de Nuestra Señora la Reina de los Ángeles
  - Centro de Música de Los Ángeles
    - Walt Disney Concert Hall
    - Dorothy Chandler Pavilion

  - MOCA
  - Museo Broad
- Bunker Hill
  - US Bank Tower
  - Wilshire Grand Tower - La Torre más alta del oeste de Estados Unidos.
  - Pershing Square - Plaza de reuniones y tiendas.
  - Westin Bonaventure Hotel - Hotel más usado en cine, visto en varias películas, videos musicales, commericales. tiene un restaurante giratorio en el último piso.
  - Hotel Millennium Biltmore - Hotel histórico.
  - Biblioteca Central de Los Ángeles
  - Torre Aon
  - Angels Flight - Un tren funicular, medio de transporte usado en este Subdistrito del Centro.
  - Varios rascacielos de Los Ángeles
- Barrio Chino
  - Concentración de restaurante y negocios a gente de origen chino.
- Área histórica
  - Edificio del Periódico Los Angeles Times.
  - Gran Mercado Central
  - Calle Broadway Calle con 12 teatros historicos de cine del siglo XX, mas que cualquier ciudad en EE.UU.
    - Teatro Million Dollar Theater
    - Teatro Orpheum

  - Bradbury Building
  - Varios edificios convertidos en departamentos modernos, área residencial.
- Área Banquera Vieja
  - Área financiera al torno del Siglo XX, ahorra son condominios de lujo.
- Pequeño Tokio
  - The New Otani Hotel and Gardens
  - Museo Nacional de Japoneses-Americanos
  - Catedral de San Vibiana - Catedral antigua dañada por el Terremoto de Northridge de 1994 Ahorra un centro de eventos.
- Exposition Park / Adams-Normandie
  - USC (Universidad del Sur de California)
  - Galen Center - Pabellón de baloncesto universitario.
  - BMO Stadium
  - Museo de Historia Natural del Condado de Los Ángeles
  - El Centro de Ciencias de California
  - Jardín de las rosas de Exposition Park
  - Museo de Historia de Afroamericanos de California
  - Figueroa Street
- Distrito de Artes
  - Instituto de Arquitectura del Sur de California
  - 17 galerías de Arte
- Distrito de Moda
  - Otis College of Art and Design
- Distrito de Jugetes
  - Varias bodegas de commercio.
- Distrito de Joyas
  - lugar más grande en ventas de joyas en los Estados Unidos, poco menos de $3 mil millones de dólares, con más de 5.000 negocios.
- Distrito de Ventas por Mayoreo
  - Santee Alley Callejones, ventas por mayoreo.
- Skid Row - (o "The Nickel" calle 5. Área marginal). 
  - The King Eddy Saloon, local frecuentado por Charles Bukowsky y Raymond Chandler
- Parque Sur
  - L.A. Live
    - Ritz Carlton Hotel - Torre de 58 pisos.
    - Museo de los Premios Grammy
    - Teatro Peacock
    - Estudios ESPN
    - Plaza Peacock area gastronomica.

  - Cryspto.com Arena
  - Centro de Convenciones de Los Ángeles
  - Varias torres residenciales bajo construcción.

## Rascacielos
Los Ángeles, por no ser una ciudad concentrada en un centro único, tiene una colección de skylines por toda la ciudad, por ejemplo, Century City o Hollywood. El área financiera de Downtown Los Ángeles, también conocida como Bunker Hill, tiene la mayoría de los rascacielos más altos de la ciudad. Los Ángeles tiene una de las más grandes skyline's de los Estados Unidos, más de 500 y su crecimiento ha continuado en años recientes. El crecimiento rápido es debido a la mejora de viviendas en el área, haciendo los edificios resistentes a temblores. Varios de los nuevos rascacielos son de departamentos; en los años 80 se construían principalmente torres de oficinas, hoy en día crece el área financiera con torres residenciales.
Debido a que Los Ángeles es considerada la meca del cine mundial, y a que varias películas, vídeos musicales y series de televisión son grabadas en el área metropolitana, los rascacielos de la ciudad son de los más vistos y reconocidos del mundo.

### Nuevos proyectos
- Proyecto de la Avenida Grand en Los Ángeles - Hotel y torre residencial diseñados por Frank Gehry.
- Brookfield Tower - Torre de bajo construccion de 212 metros de altura.
- Fig+Pico Tower - Torre residencial bajo constuccion.
- 520 Mateo St. - Torre bajo construccion en la area Distrito de Artes.

Ésta es una lista breve pero hay varios de estos proyectos bajo construcción en el área Financiera y Parque Sur, remplazando varias parcelas de estacionamiento. La concentración de nuevos edificios residencenciales es el área "South Park" (Parque Sur) a extendido el skyline del centro hacia el sur, llegando hacia USC.

## Gobierno
El Centro Cívico de Los Ángeles tiene la concentración más grande de empleados y officinas gubernamentales después de Washington D. C..
- Municipal

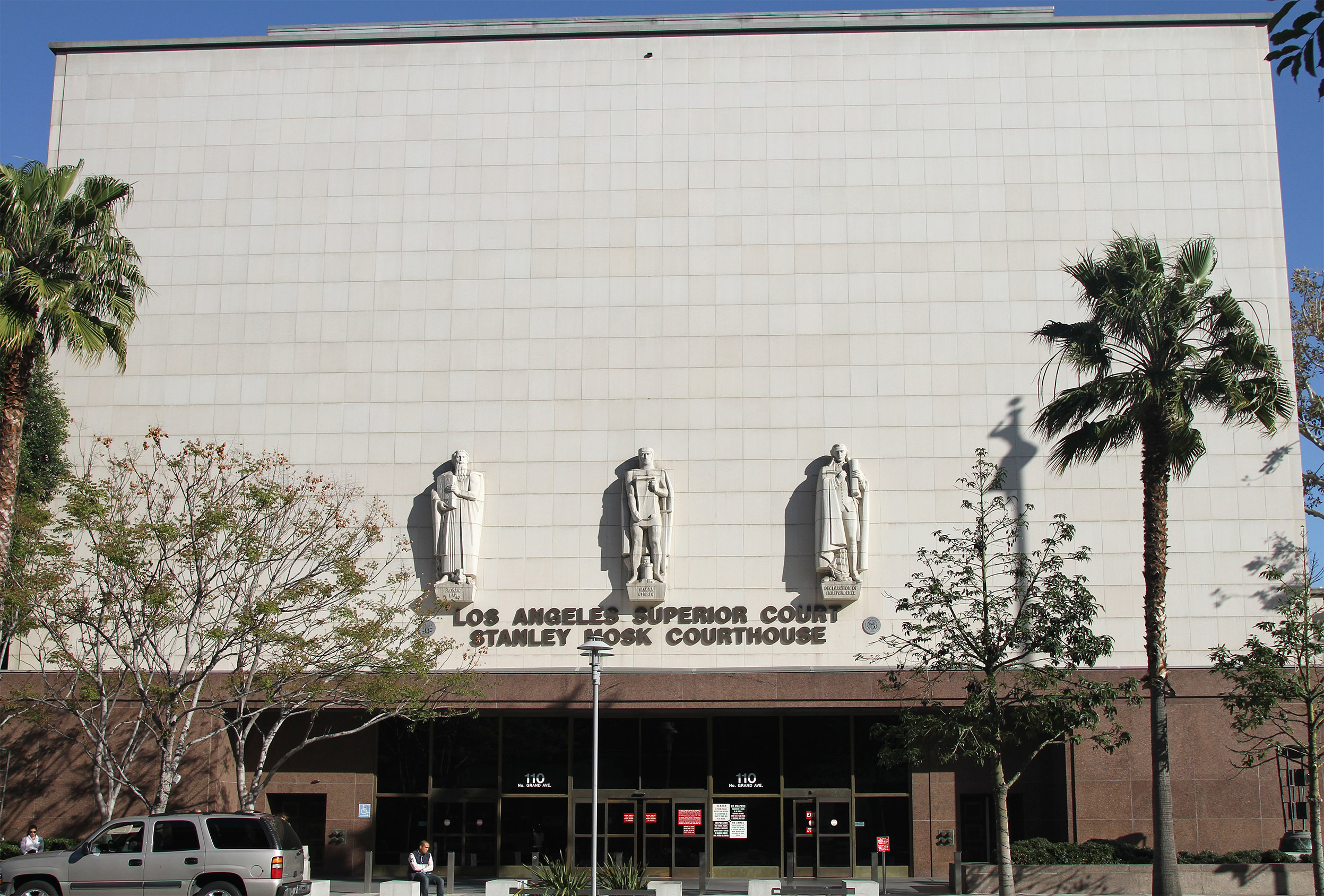
Palacio de Justicia Stanley Mosk, Corte Superma del Condado de Los Ángeles.

  - Ayuntamiento de Los Ángeles. Officinas del cosejal, el Alcalde y varias agencias municipales.
    - Police Administration Building- Oficinas de Administración del Departamento de Policía de Los Ángeles.
    - Los Angeles Department of Water and Power - Departamento de Luz y Agua

- Condado de Los Ángeles
  - Kenneth Hahn Hall - Los Angeles County Board of Supervisors - Centro de administracion del Condado.
  - Varias agencias del condado, incluyendo:
    - Autoridad de Transporte Metropolitano del Condado de Los Ángeles
    - Biblioteca Pública del Condado de Los Ángeles
    - Centro de administración del Sheriff del Condado de Los Ángeles.
    - Cortes del Condado - palacio de justicia Stanley Mosk.
    - Biblioteca Pública del Condado de Los Ángeles
    - Los Angeles County Department of Consumer and Business Affairs - Oficina de Comercio
    - Los Angeles County Department of Children and Family Services - Servicios de Familia y infantil
    - Los Angeles County Department of Health Services  - Servicios de Salud 
    - Los Angeles County Department of Public Health - Sanidad Publica
    - Los Angeles County Department of Public Social Services - Servicios Sociales
    - Los Angeles County Department of Public Works - Obras Publicas
    - Los Angeles County District Attorney - Fiscalia
    - Los Angeles County Office of the Public Defender - Defensor Publico

- Estatal
  - Edificio de Caltrans Distrito 7
  - Ronald Reagan State Building
  - Oficina del Gobernador de California en Los Ángeles.

- Federal
  - Cortes Federales
  - Oficina de Los Ángeles de FBI.
  - La Agencia Federal de Prisiones (BOP) gestiona el Centro de Detención Metropolitano Los Ángeles (MDC Los Ángeles).

## Educación
El Distrito Escolar Unificado de Los Ángeles gestiona las escuelas públicas.